# 96 км (зупинний пункт, Придніпровська залізниця)
96 кіломе́тр — пасажирський залізничний зупинний пункт Криворізької дирекції Придніпровської залізниці на електрифікованій лінії Апостолове — Запоріжжя II між станціями Нікопольбуд (6 км) та Нікополь (3 км). Розташований на заході міста Нікополь Дніпропетровської області, між дачним кооперативом «Дружба» та Нікопольським південнотрубним заводом.

## Пасажирське сполучення
Через зупинний пункт прямують приміські електропоїзди Криворізького та Нікопольського напрямків, проте не зупиняються. Найближча залізнична станція Нікополь, на якій є можливість здійснити посадку на приміські електропоїзди.